# Deckungsgradkontrolle
Die Deckungsgradkontrolle ist ein Prüfverfahren, bei dem die vollständige Bedeckung einer kugelgestrahlten Oberfläche mit Kalotten geprüft wird. Die Qualität der Überdeckung ist von entscheidender Bedeutung für den Erfolg eines Kugelstrahlvorgangs.
Die Deckung ist das Maß der ursprünglichen Oberfläche, welche durch vom Kugelstrahlen verursachte Kalotten bedeckt worden ist. Diese Deckung sollte nicht unter 100 % betragen, da in den nicht kugelgestrahlten Bereichen, welche keine Druckeigenspannungen aufweisen, Ermüdungs-, Spannungs- oder Korrosionsrisse auftreten können.
Zur Verwendung kommen visuelle Inspektionen mit Vergrößerungsgläsern oder auch fluoreszierende Flüssigkeiten (zum Beispiel Peenscan®), die nach dem Strahlvorgang einer UV-Belichtung unterzogen werden.